# Леовигилд
Леовигилд је био визиготски краљ у Хиспанији од 569. до своје смрти, 21. априла 586. Рођен је 525. и био је син Амалариха и Клотилде, кћерке Хлодовеха I, франачког краља из династије Меровинга.
Леовигилд је био проглашен краљем Визигота заједно са својим братом Лиувом I након кратког периода анархије који је наступио после Атанагилдове смрти, њиховог брата. Обојица су била аријански хришћани. Лиува, кога су подржавали визиготски племићи, владао је визиготским поседима на Пиринејима, док је Леовигилд владао Хиспанијом.
Леовигилд се оженио Атанагилдовом удовицом, Госвинтом, пошто је његова прва жена, Теодосија, мајка његова два сина Херменегилда и Рекареда, умрла.
Године 573. Лиува је умро, и Леовигилд преузима контролу над целим Визиготским краљевством. Између 570. и 572. године, повратио је из руку Византинаца градове Малагу, Медину, Сидонију и Кордобу. Такође је 585. године освојио и земље Свева који су се до краја 5. века задржали у брдима на северозападу Иберијског полуострва, и тако проширио визиготске територије на север и запад. Међутим, није успео да потпуно протера Византијце из југоисточне Хиспаније.

## Владавина
Иако је био у сталном рату са Византијом у јужној Хиспанији, Леовигилд је прихватио византијски начин управе, опонашао је византијски дворски церемонијал, ковао новац са својим именом, ликом и натписима по узору на византијске цареве, и у свему се поводио за византијским узорима. Такође је донео значајне промене и побољшања у визиготском законодавству. У свом измењеном законику под именом Кодекс Ревисус (лат. Codex Revisus) на пример, укинуо је забрану склапања бракова између Германа и Римљана, то јест између аријанаца и ортодоксних хришћана, чиме је привукао пре свега припаднике патрицијата да се крвно повежу са визиготским племством.
Леовигилд је такође покушао да утре пут ка укидању изборне и преласку на наследну монархију тиме што је прогласио своје синове Херменегилда и Рекареда својим савладарима, и доделио им на управу неке провинције. Херменегилд, старији син, био је ожењен франачком принцезом Ингундом, кћерком Зигеберта I, краља Аустразије из Меца.

## Верске несугласице
Године 582. Леовигилд је освојио Мериду, која је још од 570. године била под контролом правоверног епископа Масоне. године. Масона је убрзо протеран на три године, вероватно због умешаности у Херменегилдову побуну и конфликт између аријанских и правоверних свештеника око превласти у градовима.
Увидевши да верски раскол само слаби његово краљевство, године 580. Леовигилд је сазвао синод аријанских бискупа на коме је затражено да се римокатолици покрсте у аријанство и инсистирао је на постављању аријанских бискупа што је изазвало отпор правоверних епископа, а Бетика се побунила (583—584) под вођством његовог сина Херменегилда који је под утицајем своје жене и бискупа Севиље, оца Леандра, 579. прихватио хришћанску ортодоксију. С почетка су му помогли Свеви и Византинци, мада, кад је касније отпутовао у Цариград да тражи помоћ, није је добио. Леовигилд је одлучно наступио, поразио Свеве и заузео Севиљу и Кордобу, заробио Херменегилда који је касније био убијен. Такође се борио са Баскима у неприступачним пиринејским планинама и са Византинцима, тако да до краја његове владавине, од Иберијског полуострва, само баскијске земље и мала територија под византијском влашћу на Медитерану нису припадале Визиготском краљевству.
Леовигилд у суштини, није био огорчени противник правоверних хришћана, иако је морао да их кажњава кад би ковали завере против њега у дослуху са спољним непријатељима. Добрим делом је владао уахваљујући локалном угледу правоверних епископа у одређеним областима, од којих су неке биле седишта правоверног хришћанства скоро четири века. За Леовигилда, ортодоксно (католично) хришћанство је била религија његових хиспанороманских поданика, а аријанизам је била само једна ствар више којом би контрирао свом непријатељу на југу, Византији, те је самим тим покрштавање за њега било увод у издају.
Много касније након Херменегилдовог погубљења, у 16. веку, папа Сикст IV га је на инсистирање шпанског краља, Филипа II, канонизовао под именом св. Херменегилд. Његова жена је побегла у Африку и тражила азил од Мауриција од Византије, али је умрла на путу. Њихов син, Атанагилд, предат је по наређењу византијског цара својој баби с мајчине стране, Брунехилди, чему се успротивио Леовигилд. Леовигилд је такође протерао правоверног бискупа који је преобратио Херменегилда, и који је много пре Херменегилдовог устанка, провео одређени број година (579—582) у Византији; Римска црква га је касније канонизовала као св. Леандар Севиљски. Гргур Велики даје неке живописне детаље о аријанском фанатизму из римске тачке гледишта на ове догађаје (Дијалози, III, 31).

## Значај
Леовигилдова последња година прошла је у рату са Францима на северним границама краљевства. Међутим, Леовигилд се може сматрати једним од најефикаснијих визиготских краљева у Хиспанији, обнављачем визиготског јединства. Владао је из Толеда, града где је преместио престоницу визиготског краљевства, што је означило прво померање центра културе са обале Медитерана ка унутрашњости полуострва.
Визиготи у Хиспанији су себе сматрали наследницима Рима, на његовим непријатељима. До Леовигилдове владавине, Визиготи су ковали новац који је био имитација византијског новца који је циркулисао у византијској провинцији у Бетици, Спанији. Од Леовигилдове владавине па на даље, Визиготи су почели да кују новац са сопственим дизајном.
Иберо-римска култура чији је центар био урбана средина (градови), ушла је у декаденцију за време Леовигилдове владавине. Визиготско друштво у Хиспанији се базирало на регионалним и локалним господствима којима су владали војводе (лат. duces), војне вође, и владари мањих територија који су се звали грофови (лат. comes). Слична еволуција је постојала и у Италији и на истоку, иако нешто споријег темпа. Нова административна подела територија заснована на војводствима је имала за циљ да личи на римску административну поделу на провинције.
Са смрћу Леовигилда, његов син, Рекаред I, који је одбацио аријанизам и прихватио ортодоксно хришћанство 589. године, донео је религиозно и политичко јединство Визиготском краљевству и његовим поданицима.